# Я знаю, что ничего не знаю

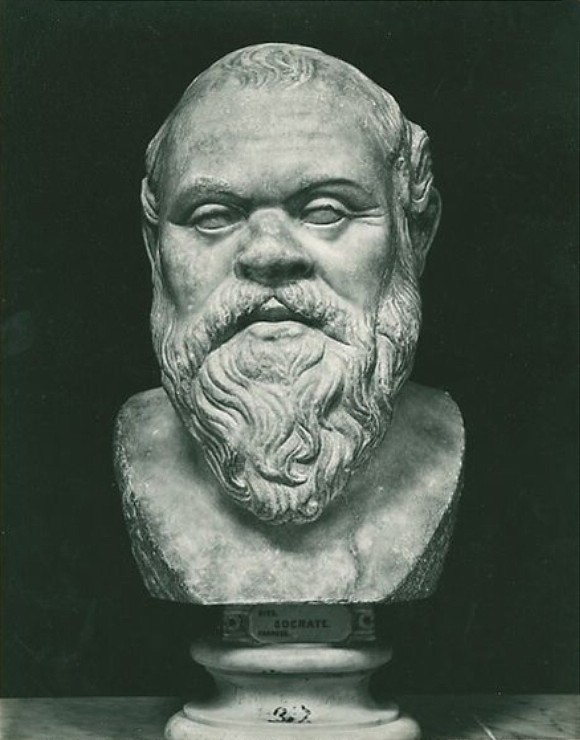
Сократ

«Я знаю, что ничего не знаю» (др.-греч. ἓν οἶδα ὅτι οὐδὲν οἶδα; лат. scio me nihil scire или scio me nescire) — изречение, приписываемое древнегреческому философу Сократу (по свидетельству философа Платона). Впрочем, в примечаниях к «Апологии» издания 1968 года под редакцией А. А. Тахо-Годи это утверждение приписывается Демокриту со ссылкой на Дильса. В некоторых цитатах встречается в чуть изменённой форме — «Чем больше я знаю, тем больше я понимаю, что ничего не знаю» и «Я знаю только то, что ничего не знаю, но другие не знают и этого».

## Смысл
Сократ пояснял свою мысль так: люди обычно полагают, будто они что-то знают, а оказывается, что они не знают ничего. Таким образом получается, что, зная о своём незнании, я знаю больше, чем все остальные, утверждал он. Казалось бы, в утверждении содержится логически противоречивое утверждение: если человек ничего не знает, то он не может знать и о том, что он не знает. Это своеобразная попытка сформулировать принцип познавательной скромности. Его можно наглядно представить следующим образом: вообразим, что всё наше знание — это внутренность шара, а незнание — внешность шара. Чем больше становится наше знание, тем больше становится площадь поверхности шара, а следовательно наше «соприкосновение» с незнанием.

## В культуре
Слова апостола Павла также считаются параллелью этого изречения в 1Кор. 8:2: «Кто думает, что он знает что-нибудь, тот ничего ещё не знает так, как должно знать».